# Бахарєв Роман Сергійович
Бахарєв Роман Сергійович (нар. 25 грудня 1981, Урал) — український музикант, вокаліст, лідер рок-гурту «Bahroma».

## Життєпис
Роман Бахарєв народився на Уралі. Коли йому було 5 років, сім'я переїхала на батьківщину його матері — у місто Чистякове Донецької області, яке тоді називалося Торез. Під час навчання у технікумі, його знайомі з Донецького національного технічного університету покликали його співати до їхнього гурту «Криков нет». Саме через це після технікуму, який Бахарєв завершив із червоним дипломом, він не поїхав навчатися до військово-медичної академії у Санкт-Петербурзі, а вступив до ДПІ. Там він почав писати перші «свідомі пісні», одна з яких — «Дай мне день» — з того періоду перейшла і до репертуару гурту Bahroma.
Бахарєв так і не закінчив ДПІ, а у 2004 році переїхав до Києва, де вступив до Київського національного університету культури і мистецтв і отримав диплом вокаліста та викладача вокалу. У 2007 він та його друзі, які разом з ним переїхали з Донецька до Києва, створили гурт «7th Day». Під цією назвою вони виступили на фестивалі Нашествие. Гурт проіснував два роки, а у 2009 Бахарєв створив гурт Bahroma, який і досі активний.
Перший кліп нового гурту на пісню «Надолго» допомагав записати клавішник Океану Ельзи Милош Єлич. На створення дебютного альбому пішло 5 років — він вийшов 14 лютого 2014 року і отримав назву «Внутри». Після цього гурт почав співпрацювати зі студією звукозапису Enjoy! Records, на якій записав дві наступні платівки. 18 травня 2015 року вийшов міні-альбом «Ипи», а 13 квітня 2016 року — третій студійний альбом «+-=»

## Громадянська позиція
Роман Бахарєв виконує переважно інтимну лірику, не вдаючись до громадської. У 2012 році висловлював невдоволення тим, що під час попередніх виборів президента було багато внутрішньосімейних конфліктів.
|                  | Чесно скажу, ненавиджу політиків. При цьому я не аполітичний, у мене не виходить бути таким. Але я не стану писати патріотичні пісні, щоб опинитися в потрібний час у потрібному місці. Мене нудить від таких спекуляцій. Я співаю про кохання — про те, у що вірю. Не можу співати про те, в що не вірю. Та й який сенс цим займатися? Я не хочу говорити про політику в піснях, хочу говорити про світло. Про те, що завтра буде краще, ніж учора. Тому що я в це вірю. |
| — Роман Бахарєв, | |

Рідне місто Бахарєва Чистякове знаходиться під окупацією російсько-терористичних військ. З початку війни Роман Бахарєв там не був, проте мріє там виступити.
У 2014 році Роман Бахарєв привітав поранених бійців ЗСУ у Головному військовому клінічному госпіталі із днем десанту.
Навесні 2015 року закликав українців вийти на щорічну екологічну акцію Зробимо Україну чистою!.
Напередодні місцевих виборів 2015 року взяв участь в інформаційній кампанії «Твій голос», агітуючи громадян України прийти на виборчі дільниці та скористатись своїм правом голосу.
З початку повномасштабного вторгнення Росії в Україну Роман Бахарєв підтримує Україну. Провів ряд благодійних концертів у Європі на підтримку сімей, які постраждали від російської агресії.

## Особисте життя
Має доньку. Перебуває в цивільному шлюбі. Дружина покинула країну. 

## Цікаві факти
- Роман Бахарєв брав участь у кастингу до музичного колективу, і його переконували кинути рок і співати в дуеті з Настею Каменських, але він відмовився.[1]
- Альбом +-= містить експериментальні дуети з лідером гурту O.Torvald Євгеном Галичем та репером Ярмаком.[12]
- У Саратові у гурту є фанат, який забезпечував музикантам трансфер з аеропорту на двох Range Rover та вимагав по 10-12 виходів на біс.[3]
- Назва гурту Bahroma — це перші літери імені Бахарєв Роман, таким був його e-mail.[3]
- Бахарєв виступає за легалізацію марихуани.[13]